# Linzer Orgeltabulatur

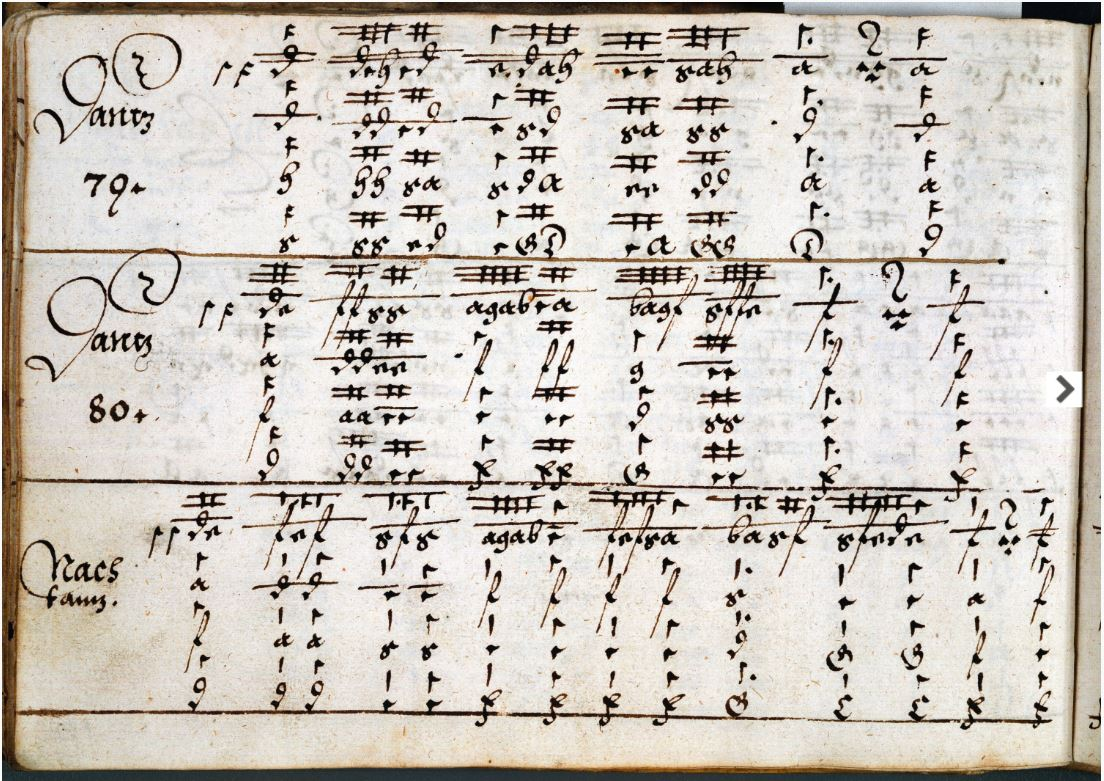
Seite der Linzer Orgeltabulatur

Die Linzer Orgeltabulatur ist eine Orgeltabulatur vielstimmiger Tänze und Liedbearbeitungen für Tasteninstrumente, die zwischen 1611 und 1613 in Linz aufgezeichnet wurden. Sie gehört zu den international bekanntesten Stücken der Musikaliensammlung der Bibliothek des Oberösterreichischen Landesmuseums (Katalog Nr. 9647) und ist eine der ergiebigsten Quellen weltlicher Orgelmusik der frühen Barockzeit.

## Musikstücke
Bemerkenswert ist der musikalische Inhalt der Tabulatur, der im Gegensatz zu den meisten Orgelbüchern jener Zeit nicht in einer Kirche aufgeführt werden sollte, sondern in einer säkularen, häuslichen Umgebung. Die Namen der Stücke beziehen sich auf traditionelle Volks- oder Hoftänze aus Deutschland (Tantz, Danz Beurlin), Frankreich (Brandle, Curanta Francesca), Italien (Paduana, Pergamasco) und England (Englischer Aufzug). Es scheint, dass die meisten dieser Stücke nicht für Kirchenorgeln, sondern eher für ein Regal geschrieben wurden, ein Tasteninstrument, das in der Renaissance- und frühen Barockzeit beliebt und verbreitet war.
An der Hörstation Claviorganum im DomQuartier Salzburg (Museum St. Peter) können Ausstellungsbesucher folgende vier Stücke aus der Linzer Orgeltabulatur hören, die Peter Widensky auf dem im Jahr 1591 erbauten Claviorganum des Innsbrucker Orgelbauers Josua Pockh interpretierte:
- Tantz (Spinett)
- Es flog ein kleins Waldvögelein (Flöte im Bass und Diskant)
- Dantz (Flöte im Diskant, Regal im Bass / Regal im Bass und Diskant / Spinett, Regal im Bass und Diskant / Spinett, Flöte im Bass und Diskant)
- Pickhlhäring (Spinett, Flöte im Bass und Diskant, Regal im Bass und Diskant)

## Titelliste
Die Linzer Orgeltabulatur umfasst 108 Titel auf 200 Seiten, von denen fast die Hälfte im Jahr 1998 transkribiert und erstmals im Wiener Musikverlag Doblinger veröffentlicht wurde. Folgende Titel sind darin enthalten:
- Padoana
- Madrigale Songuesti crespicrimè guesti il
- Tantz
- Dantz Hausmanni
- Cupido
- Tantz
- Pergamasco
- Englossa
- Danntz "Zur muetter sprach das Töchterlein"
- Brandle
- Tantz
- Curanta Francesca
- Intrada
- Paduana
- Tantz
- Intrada Landgraf Boriz
- Danz Beurlin
- Intrada
- Neuer Danz
- Neuer Picklhäring
- Französisch Tannz
- Paduoan
- Auf mein Gsang
- Intrada
- Gar fest ist mir mein herz enzündt
- Tannz "Jesu Du zartes Lämblein"
- Paduana
- Tantz
- Paduana
- Galliarda
- Ach wehe dem herzen mein
- Fortuna weil unmöglich ist
- Balletta Marcury
- Neuer Tanz "Pickelhäring"
- Englischer Aufzug
- Ein festes Tänzlein
- Mein trauern ach Gott ist ohne Endt
- Curanta
- Tantz
- Ach Lieb in Laidt
- Intrada
- Mein Hertz ist in der Lieb entzündth
- Mit Seufzen und mit Klagen
- Dantz
- Es flog ein keines Waldvögelein
- Sol dann die Treue mein
- Pergamasco